# Інфекційні хвороби (медична спеціальність)
Інфекційні хвороби як медична спеціальність (також іноді інфектологія; англ. Infectious diseases (medical specialty)/ infectology) — медична спеціальність (професія), яка займається діагностикою та лікуванням інфекційних хвороб, в тому числі й внутрішньолікарняних інфекцій. Входить до клінічної медицини. До обов'язків фахівців цієї медичної спеціальності входить лікування таких хвороб як у стаціонарних умовах, так і амбулаторних.

## Сутність медичної спеціальності «інфекційні хвороби»
Фахівці з інфекційних хвороб у деяких країнах (зокрема в США) є виключно консультантами у випадках складних інфекційних хвороб чи ускладнень, опікуються хворими на ВІЛ-інфекцію. У країнах розвиненої медицини предметом є передусім так звані заразні, комунікативні хвороби (англ. Communicable diseases), тобто ті, які можуть бути передані здоровим людям. В Україні та багатьох інших країнах (Франція, Австрія тощо) інфекціоністи лікують хворих на усі інфекційні хвороби.
Попри те, що багато поширених інфекційних хвороб лікуються лікарями, що не мають офіційних знань щодо інфекційних захворювань, ці фахівці можуть звертатися до лікарів-інфекціоністів у випадках, коли хворобу важко діагностувати або лікувати. Також інфекціоністи визначають або допомагають визначити причину тривалої гарячки невідомого походження.
Інфекційні захворювання тісно пов'язані з медициною подорожей і тропічною медициною, оскільки багато захворювань, отриманих у тропічних і субтропічних районах, мають інфекційний характер.
Розмаїття інфекційних хвороб є значним. Перелік інфекційних хвороб людини неповністю відображає ту кількість інфекційних хвороб, з якими може зустрітися у своїй діяльності інфекціоніст залежно від регіону його праці. У деяких країнах світу, як то в Україні, інфекціоністи займаються й паразитарними хворобами.
У деяких країнах світу в медичних закладах відділення для суто інфекційних хвороб відсутні, тоді як у багатьох країнах, в тому числі в Україні, лікування заразних інфекційних хворих проводиться у спеціалізованих відділеннях або закладах.

## Навчання спеціальності
Навчання спеціальності «Інфекційні хвороби» в західній медицині включає:
- знання про інфекційні хвороби, що здатні поширюватися в громаді, та управління ними.
- навички географічної медицини.
- особливості ведення хворих з імунокомпрометацією, включаючи ВІЛ-інфекцію.
- положення антимікробної терапії.
- знання заходів і засобів боротьби з внутрішньолікарняною інфекцією, включаючи інфекцію в умовах інтенсивної / високої залежності.
- розуміння ролі мікробіології в управлінні інфекцією.
- вивчення методології досліджень та застосування в клінічній практиці.
- знайомство з різними факультативними науковими дисциплінами, такими, як мікробіологія, клінічна фармакологія, охорона здоров'я, вакцинна справа, епідеміологія та закордонна медична практика.

### Особливості навчання спеціальності в Україні
В Україні інтернатура є обов'язковою формою післядипломної підготовки лікаря, після закінчення якої вони отримують кваліфікацію лікаря-інфекціоніста. В інтернатуру з інфекційних хвороб до 2019 року зараховувалися випускники лікувальних і медико-профілактичних факультетів медичних університетів і медичних факультетів загальних університетів. Метою інтернатури є первинна спеціалізація лікарів-інтернів з інфекційних хвороб, їх практична підготовка і підвищення професійного рівня до самостійної лікарської діяльності в лікарнях і поліклініках. Особлива увага приділяється загальним закономірностям інфекційного процесу, розмаїттю збудників і особливостей їх взаємодії з організмом людини і ролі імунологічних реакцій в цих процесах. Підготовка лікарів-інтернів з інфекційних хвороб включає надбання знань з етіології, епідеміологічних особливостей інфекційних хвороб, патогенезу, клінічних проявів, діагностики, диференційної діагностики, лікування хворих, специфічної і неспецифічної профілактики, а також невідкладної допомоги інфекційним хворим. Навчання навчальній дисципліні і спеціальності «інфекційні хвороби» включає вивчення:
- основ законодавства України про охорону здоров'я; директивних документів, які регламентують діяльність органів і закладів охорони здоров'я, включаючи діяльність лікаря-інфекціоніста; законів України, наказів Міністерства охорони Здоров'я України та інших нормативних документів, які регулюють роботу інфекційної служби.
- організації інфекційної служби і основних напрямів у боротьбі з інфекційними хворобами.
- загальних основ і понять інфекційних хвороб;
- основ науки про інфекційні хвороби;
- основних клінічних симптомів і синдромів при інфекційних хворобах;
- інфекційних хвороб з фекально-оральним механізмом передачі інфекції (так звані «кишкові» інфекції), вірусних гепатитів, інфекційних хвороб з повітряно-крапельним механізмом передачі (так звані «крапельні» інфекції), хвороб з контактною передачею, інфекційних захворювань, які підпадають під дію Міжнародних медико-санітарних правил, внутрішньолікарняним інфекціям, зоонозів, гельмінтозів, ВІЛ-інфекції і ВІЛ-асоційованих хвороб, невідкладних станів при інфекційних хворобах.
- деяких медичних спеціальностей, що необхідні при діагностиці та лікуванні інфекційних хвороб.

Інтернатура проводиться в очно-заочній формі впродовж 1,5 року. Заочна форма — на базах стажування і закладах охорони здоров'я; очна — на кафедрах інфекційних хвороб університетів або Академій післядипломної освіти. У базовому закладі лікарі-інтерни працюють як ординатори інфекційного відділення в об'ємі 50 % навантаження лікаря, призначають необхідні діагностичні обстеження і раціональне лікування, а також ведуть необхідну медичну документацію, беруть участь у чергуваннях. Підготовка лікарів-інтернів передбачає також участь у семінарських заняттях, відвідування засідань наукового товариства інфекціоністів, конференцій, участь у клінічному розгляді хворих, вивчення рекомендованої літератури та аналіз архівних матеріалів базового закладу охорони здоров'я. Інтерни беруть участь у консультаціях лікарів відділень, що проводяться в різних відділеннях медичного закладу. Контроль рівня підготовки інтернів здійснюється постійно. З основних розділів навчального плану та програми лікарі-інтерни складають заліки, проводиться підсумковий контроль знань і практичних навичок наприкінці очного та заочного циклу навчання, кінцева атестація інтернів. Наприкінці навчання лікарі-інтерни підлягають атестації на визначення рівня знань і практичних навичок з присвоєнням звання лікаря-спеціаліста у встановленому Міністерством охорони здоров'я України порядку.
2019 року в Україні скасована пряма інтернатура зі спеціальності «інфекційні хвороби». Вона можлива тільки по закінченню загальної інтернатури «загальна терапія».

## Інфекційні відділення і лікарні
Організація надання медичної допомоги інфекційним хворим в Україні передбачає при підозрі на заразну інфекційну хворобу розміщення хворих не тільки з метою їх лікування, а й для ізоляції. З одного боку, інфекційний хворий на інфекційну хворобу становить безпосередню загрозу інфікування для медичного персоналу та інших хворих, з іншого боку є уразливим до вторинного інфікування. Через це для запобігання поширення хвороб в інфекційних стаціонарах і відділеннях має бути реалізована сувора ізоляція як окремих хворих, так і груп пацієнтів з однотипними інфекційними захворюваннями. Санітарно-протиепідемічний режим відділення і лікарні вводиться з метою запобігання внутрішньолікарняного інфікування і можливого виносу мікроорганізмів за межі інфекційного закладу.
Інфекційне відділення має два входи: один — для прийому хворих, другий — для медичного персоналу, доставки їжі і чистої білизни. Для ізоляції хворих призначені приймально-оглядові бокси (також відомі як мельцерівські бокси) — комплекс приміщень для проведення лікувально-діагностичних заходів хворим в інфекційних лікарнях або відділеннях. Вентиляційна система таких боксів працює таким чином, щоб свіже повітря, очищене у фільтрах, надходить безпосередньо ззовні, вентиляційні канали виводяться з кожного боксу на дах. Через специфіку контингенту хворих, для забезпечення максимальної внутрішньої ізоляції в інфекційних відділеннях більшість пацієнтів розташовують у боксах і напівбоксах. Кількість боксів корелює з числом ліжок у відділенні. Як правило в Україні в інфекційних відділеннях для дорослих до 100 ліжок обладнають 20 індивідуальних і 5 двомісних боксів, а на 30 ліжок — 3 індивідуальних і 1 двомісний бокс. Бокс складається з тамбура для входу ззовні відділення; палати для пацієнта; санітарного вузла з ванною, рукомийником, душем та унітазом; шлюзу для входу персоналу з коридору відділення. У шлюзі повинно бути вікно для передачі їжі хворому. У стіні, що ізолює бокс від коридору відділення, є вікно для спостереження за хворим. Площа боксу на одне ліжко повинна бути не менше 22 м2, на два ліжка — 27 м2. У боксоване відділення госпіталізують хворих: з тяжкими респіраторними хворобами з метою ізоляції і з невстановленим діагнозом.
Напівбокс також призначений для індивідуальної госпіталізації хворого, але, на відміну від боксу, він не має входу з вулиці. Тому хворі поступають у напівбокс із загального коридору відділення через санітарний пропускник. Напівбокси містять 1-2 ліжка.
Боксовані палати (1-, 2-місні і максимум — 4-місні) відрізняються від напівбоксів тим, що не мають ванни, а також входу до санітарного вузла зі шлюзу. У дитячих інфекційних лікарнях використовують боксовані палати. Їх створюють у випадку підвищення рівня повітряно-крапельних інфекційних хвороб, при цьому встановлюють між ліжками дерев'яні, металеві або скляні (стаціонарні чи пересувні) перегородки заввишки 2-2,5 м. У цих палатах лікуються пацієнти тільки з однаковими хворобами. При вході в палату обладнують шлюз. Використання боксованих палат обмежене, оскільки вони погано запобігають поширенню повітряно-крапельних інфекційних захворювань.
Є і небоксовані палати, в які поміщають хворих, що не потребують ізоляції, або тих хворих, що до того перебували в боксах, але вже перестали бути заразними, хоча й потребують продовження стаціонарного лікування.
Виписка хворих здійснюється за медичними показаннями: клінічне одужання, нормалізація або тенденція до нормалізації лабораторних та інструментальних показників. Виписування деяких хворих, що можуть становити особливу небезпеку для оточуючих внаслідок своєї заразливості, здійснюється після проведення обстежень, що засвідчать їхню незаразливість. Приймальне відділення і приміщення для виписки хворих повинні бути окремими в інфекційних відділеннях. Входи, сходи і ліфти повинні також бути окремими для прийому і виписки пацієнтів.
Пацієнти з деякими інфекційними хворобами після виписки зі стаціонару підлягають надалі амбулаторному спостереженню в умовах поліклініки або під наглядом сімейного лікаря. Особлива увага приділяється деяким професійним категоріям людей, так званим декретованим. Це особи, що працюють у харчовій промисловості, мають відношення до продажу продуктів харчування та їх зберігання. Також до цих категорій відносять людей, що працюють на об'єктах центрального водопроводу, з маленькими дітьми, обслуговують людей у готелях тощо. Виписка зі стаціонару хворих з цих категорій здійснюється за певними епідеміологічними показниками. Зокрема, за наявності підтвердженої кишкової інфекції виписка можлива за кількох негативних результатів бактеріологічного посіву випорожнень, тоді як хворих, які не належать до цих категорій, виписують згідно з клінічним покращенням без таких пересторог.